# 通河新村站

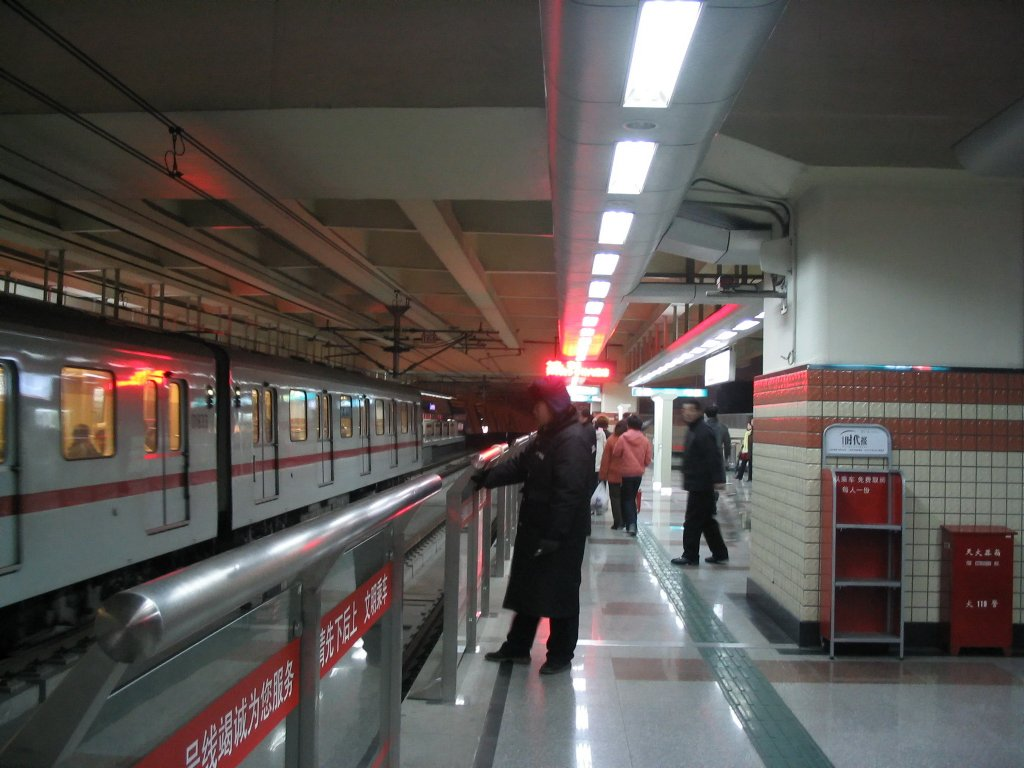
通河新村站站台（2005年）

通河新村站位于中华人民共和国上海市宝山区庙行镇与张庙街道交界共和新路与长江西路交叉口，是上海地铁1号线的地铁车站。

## 車站计划
本站北面有一條存車線。因北延伸段經常出現交通堵塞的情况，所以上海地鐵會把小交路終點站從上海火車站站延伸至本站，原本預計會在2009年實行，存車線改為小交路列車的掉頭側線。由于2004年北延伸段测试时在此处发生挤岔碰撞事故，导致102号车92113号车厢受损报废，最终该计划现已无限期搁置。

## 車站結構

### 楼层分布
通河新村站为高架车站，共有三层：第一层于共和新路平齐，设有4个出入口；二层是站厅，提供地铁售票、交通卡充值、安检进站等服务；三层是站台层，设有两个侧式站台。其中，站台上方是南北高架。
以下是通河新村站站房楼层分布图：
| 地上四层 | 道路               | 南北高架                         |                    |                    |
| 地上三层 | 侧式站台，右侧开门 | 侧式站台，右侧开门               | 侧式站台，右侧开门 | 侧式站台，右侧开门 |
|          |                    | █ 1号线 往富锦路（呼兰路）       |                    |                    |
|          |                    | █ 1号线 往莘庄（共康路）         |                    |                    |
|          | 侧式站台，右侧开门 |                                  |                    |                    |
| 地上二层 | 站厅               | 票务服务、自动售票机、人工服务台 |                    |                    |
| 地面层   | 出入口             | 1-4出入口                        |                    |                    |

## 车站出口
|                     |                          |      |  |
| 出口编号            | 出口指示                 | 图片 |  |
| 1 · 出口 · （设有） | 共和新路东侧，长江西路北 |      |  |
| 2 · 出口            | 共和新路东侧，共江路北   |      |  |
| 3 · 出口            | 共和新路西侧，共江路北   |      |  |
| 4 · 出口 · （设有） | 共和新路西侧，长江西路北 |      |  |
| 图例： 设有         |                          |      |  |

## 公交换乘
95、114、312、322、552、728、849、851、916、虎南线、彭泾线、705、728、760、彭罗专线